# Mała czarna

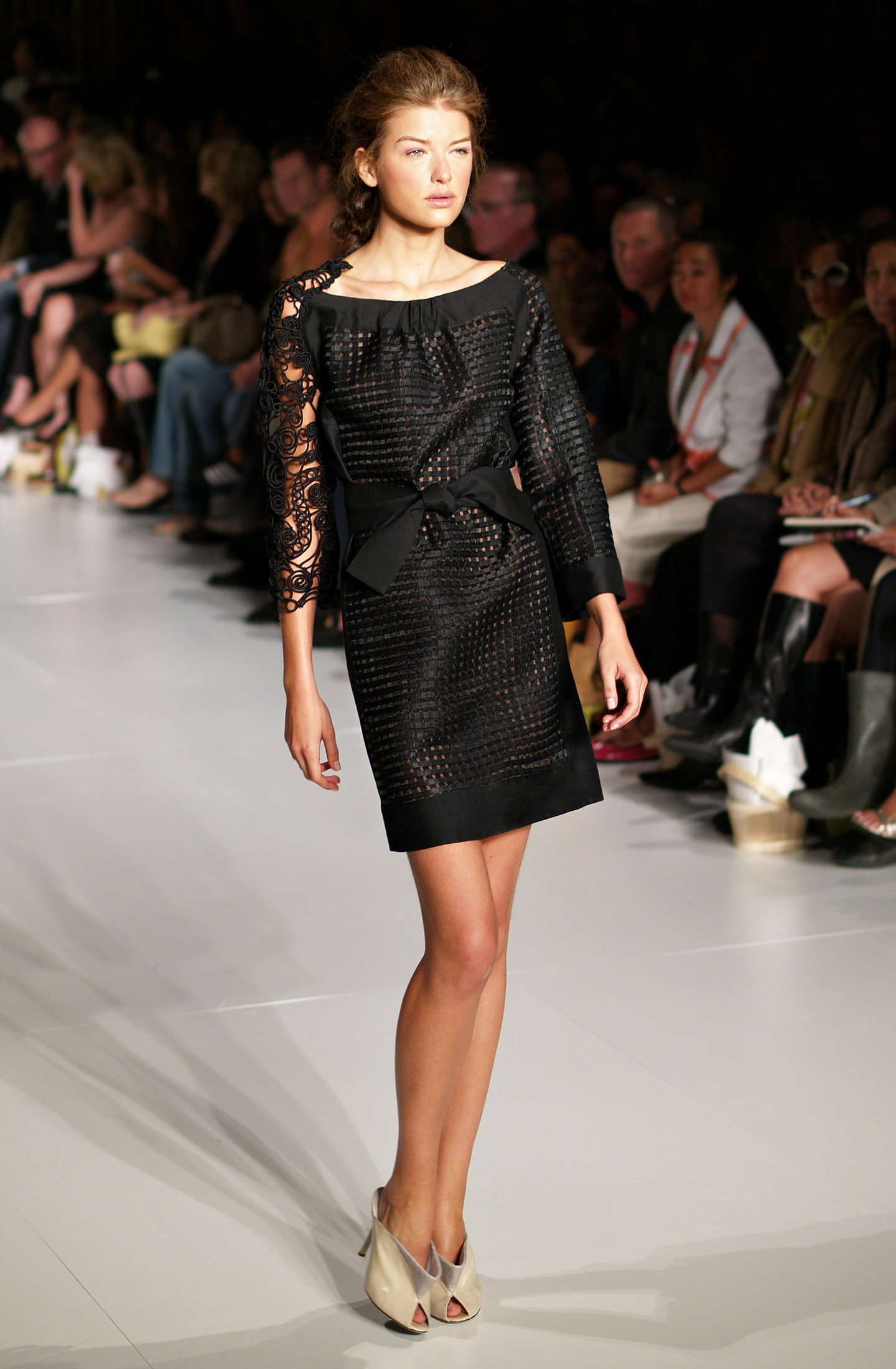
Kobieta w małej czarnej

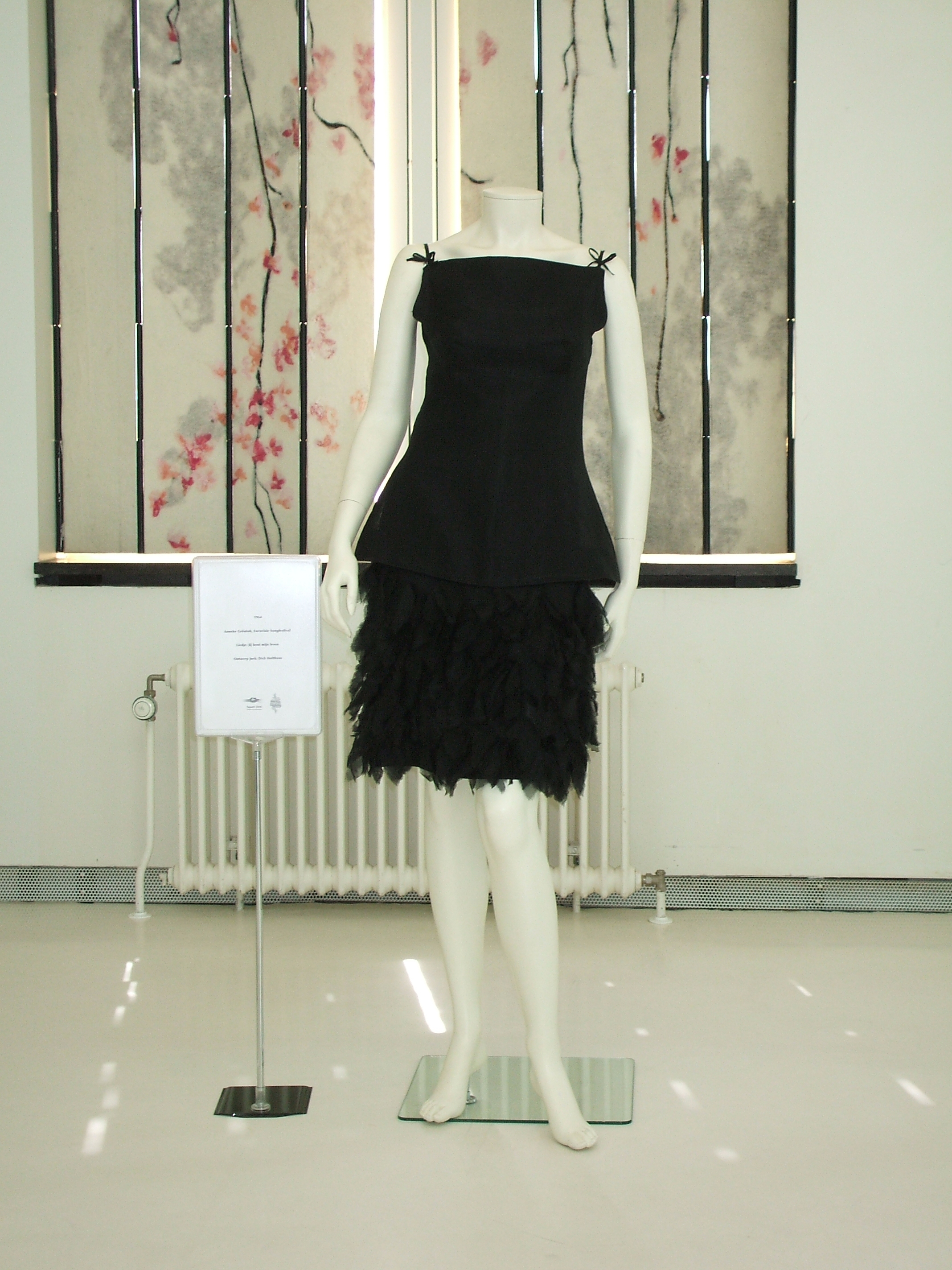
Mała czarna sukienka

Mała czarna – potoczne określenie krótkiej, nieskomplikowanej sukienki w kolorze czarnym, spopularyzowanej w latach dwudziestych XX wieku przez projektantkę mody Coco Chanel.
Magazyn Vogue określił tę sukienkę nazwą „Ford”, ponieważ tak jak samochody Henry’ego Forda była ona szeroko dostępna i w jednym kolorze. Sukienka Chanel została zaprojektowana w taki sposób, aby nie było na niej widać żadnych plam, i aby wyglądała w niej dobrze każda kobieta niezależnie od sylwetki.
„Mała czarna” jest uważana przez wiele kobiet za podstawowy składnik damskiej garderoby. Uważa się, iż każda kobieta powinna posiadać prostą, elegancką czarną sukienkę-bazę, która może być przy pomocy dodatków rozbudowywana bądź upraszczana, zależnie od okazji. Ta sama czarna sukienka koktajlowa może stać się strojem wieczorowym po dodaniu odpowiedniej biżuterii, ozdób czy po zmianie obuwia, natomiast strojem biznesowym – po nałożeniu prostego żakietu.